# Алнаші
Ална́ші (рос. Ална́ши, удм. Ална́ш) — село в Удмуртії, Росія. Адміністративний центр Алнаського району.
У селі народився Красильников Геннадій Дмитрович, письменник та голова Верховної ради Удмуртської АРСР.

## Розташування
Село розташоване на річці Алнашка, притоці річки Тойма, за 14 км на захід від залізничної станції Алнаші та за 128 км на південний захід від Іжевська.

## Населення
Населення — 6303 особи (2010; 6275 в 2002).
Національний склад станом на 2002 рік:
- удмурти — 73 %

## Історія
Назва села походить від селькупського анлаиш, де ан — «велике, довге озеро, стариця»; суфікс ла; иш — «водне джерело».
Алнаші були засновані у 16 столітті. Алнаська парафія при новій Свято-Троїцькій церкві була відкрита за визнанням Священного Синоду від 31 липня 1751 року і утворений з поселень Можгинської парафії. 1761 року було видано грамоту на будівництво дерев'яної церкви. Вона була закінчена та освячена 20 травня 1763 року в ім'я Святої Трійці. Село до 1791 року було у віданні Казанської єпархії, а потім прираховане до В'ятської єпархії. При поділі Єлабузького повіту на волості 1796 року була утворена Асановська волость, у складі якої перебувало і село Алнаші. Пізніше була утворена Алнаська волость з відповідним центром. Указом від 14 травня 1815 року В'ятська духовна консисторія наказала збудувати кам'яний храм на місці дерев'яного. Петропавлівський його престол був освячений 1 жовтня 1822 року, Троїцький — 29 червня 1836 року. 1867 року в селі була відкрита земська школа.
1921 року, при наступному поділі Єлабузького повіту, Алнаська волость була передана до складу Можгинського повіту Вотської автономної області. 1929 року був утворений Алнаський район з центром у селі Алнаші. 1940 року була закрита церква.

## Господарство
Селяни зайняті в основному в сільському господарстві, освіті, медицині, культурі та торгівлі. В селі діють середня школа (відкрита в 1867 році), 3 садочки («Берёзка», «Родничок», «Солнышко»), школа мистецтв, спортивна та художня школи, центр дитячої творчості, 2 бібліотеки, будинок культури, молодіжний центр та комплексний центр соціального обслуговування населення, центральна районна лікарня, ветеринарна станція, будинок-інтернат для пристарілих та інвалідів, дитячий будинок, 3 музеї (шкільний, краєзнавчий та образотворчого мистецтва). Є 5 пам'ятників історії та монументального мистецтва, серед яких меморіальні будинки-музеї Ашальчи Окі та Г. Д. Красильникова.
Серед підприємств працюють АТ «Алнаський цегляний завод», виробничо-комерційна фірма «Тойма» (будівельно-монтажні роботи), ДРСУ з асфальтовим заводом, маслосирзавод, хлібозавод, харчовий комбінат, лісництво. Функціонують 3 банківських установи. Через село прокладена автодорога Іжевськ-Єлабуга, від Алнашів прокладені дороги на Варзі-Ятчинський курорт, Грахово, до станції Кізнер.

## Вулиці[3]
- вулиці — 40 років Перемоги, 60 років Жовтня, Аеродромна, Азіна, Алейна, Алнаська, Берегова, Березова, Борисова, Будівельна, Будівників, Бульварна, Векшиної, Верхня, Вишнева, Вільхова, Горобинова, Джерельна, Дорожників, Дружби, Дубки, Заводська, Зарічна, Зв'язківців, Зоряна, Кавказька, Калинова, Квіткова, Кедрова, Клубна, Ключова, Колгоспна, Комунальна, Комсомольська, Кооперативна, Красильникова, Леніна, Лінійна, Лісова, Лучна, Малинова, Межова, Меліораторів, Миру, Місяцева, Молодіжна, Набережна, Нагірна, Нова, Паркова, Першотравнева, Південна, Північна, Пісочна, Польова, Поперечна, Пушкінська, Радянська, Райдужна, Річкова, Розквітна, Садова, Свободи, Сонячна, Соснова, Східна, Тойминська, Троїцька, Трофимова, Труда, Удмуртська, Центральна, Червоноармійська, Широка, Ювілейна
- провулки — Аеродромний, Артільний, Березовий, Будівельний, Горобиновий, Енергетиків, Зв'язківців, Жовтневий, Піонерський, Радянський, Травневий, Харчкомбінатовський, Червоний, Широкий
- проїзди — Шосейний

## Галерея

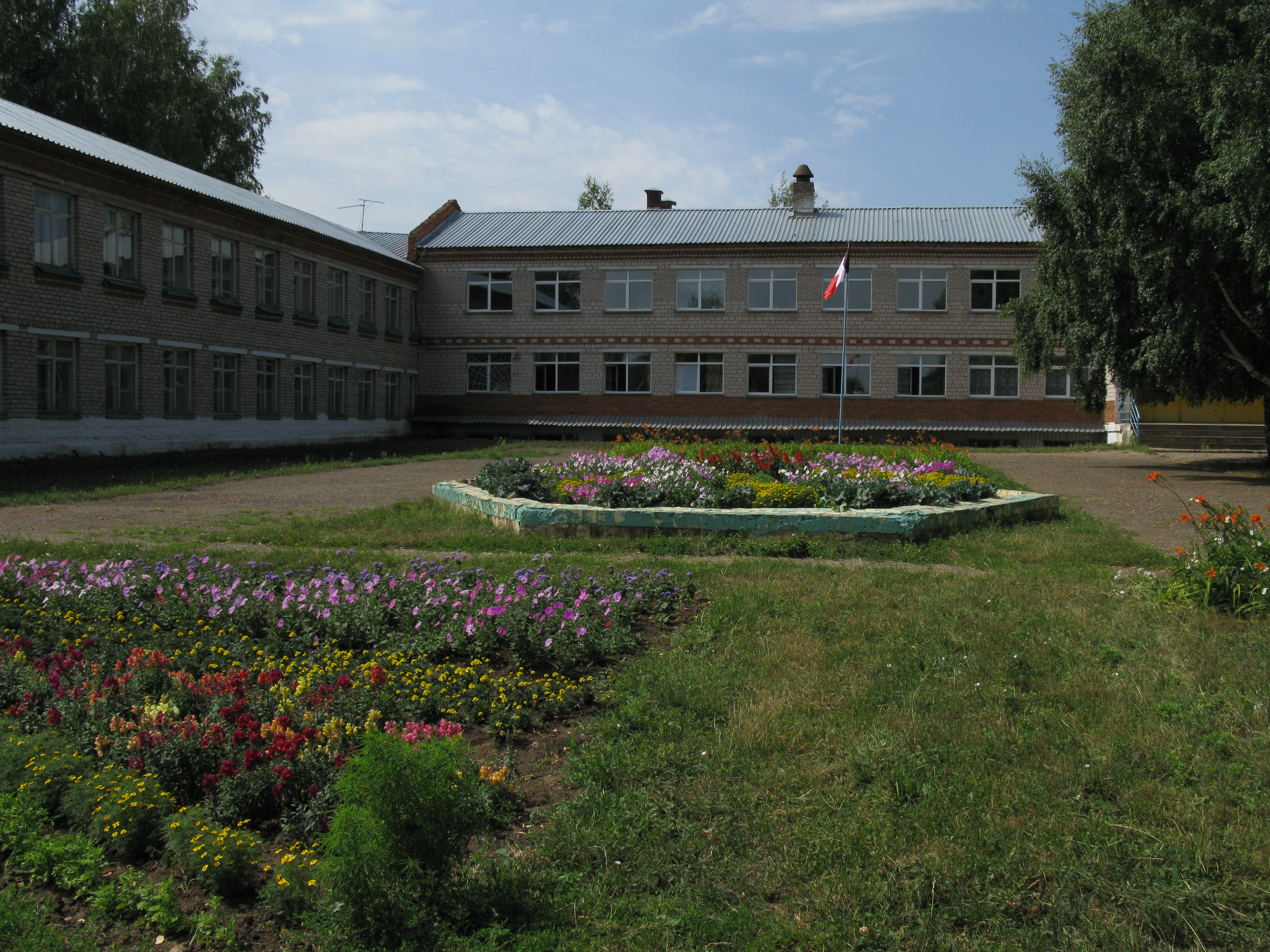
Школа
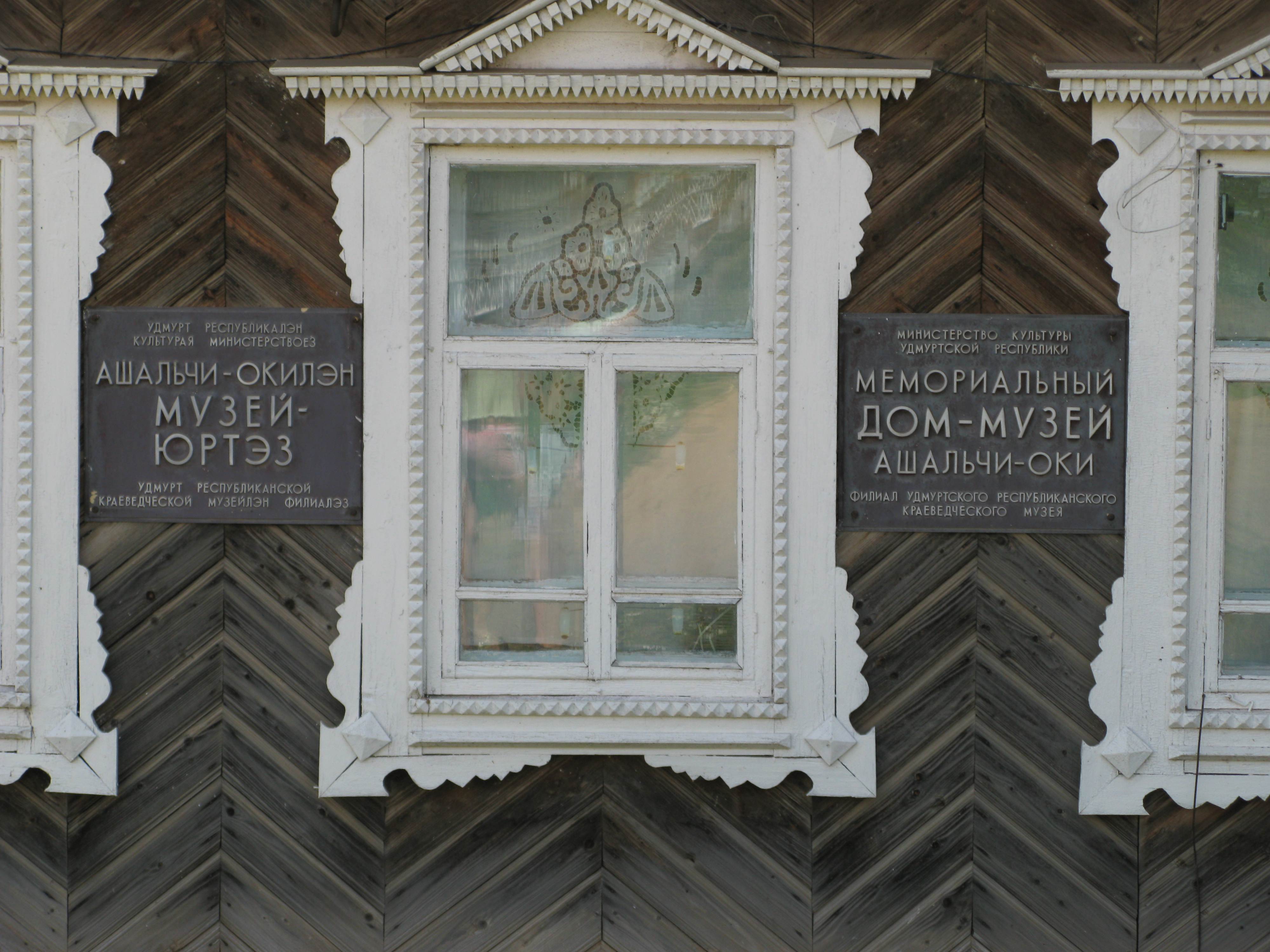
Будинок-музей Ашальчи Окі
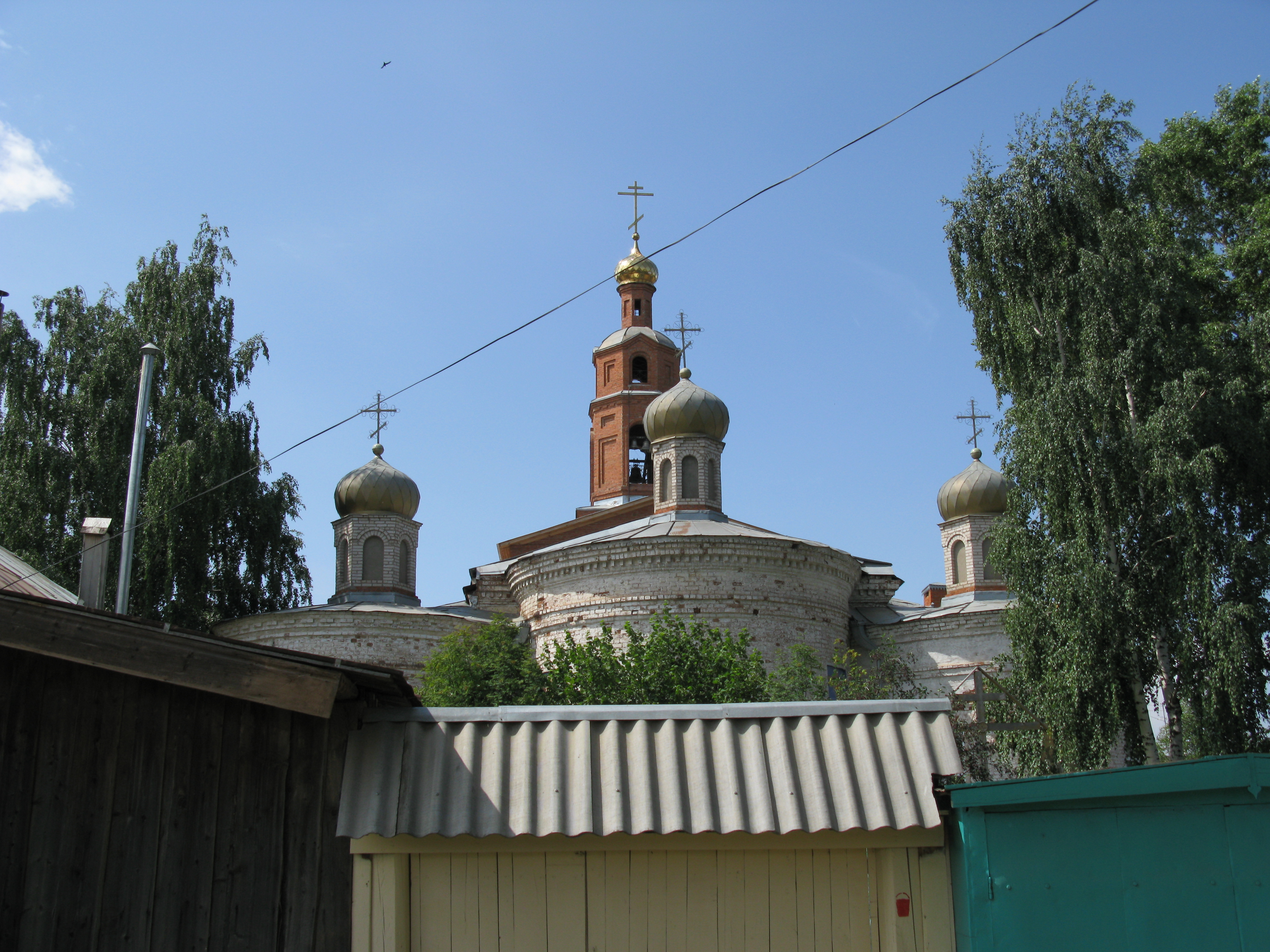
Церква
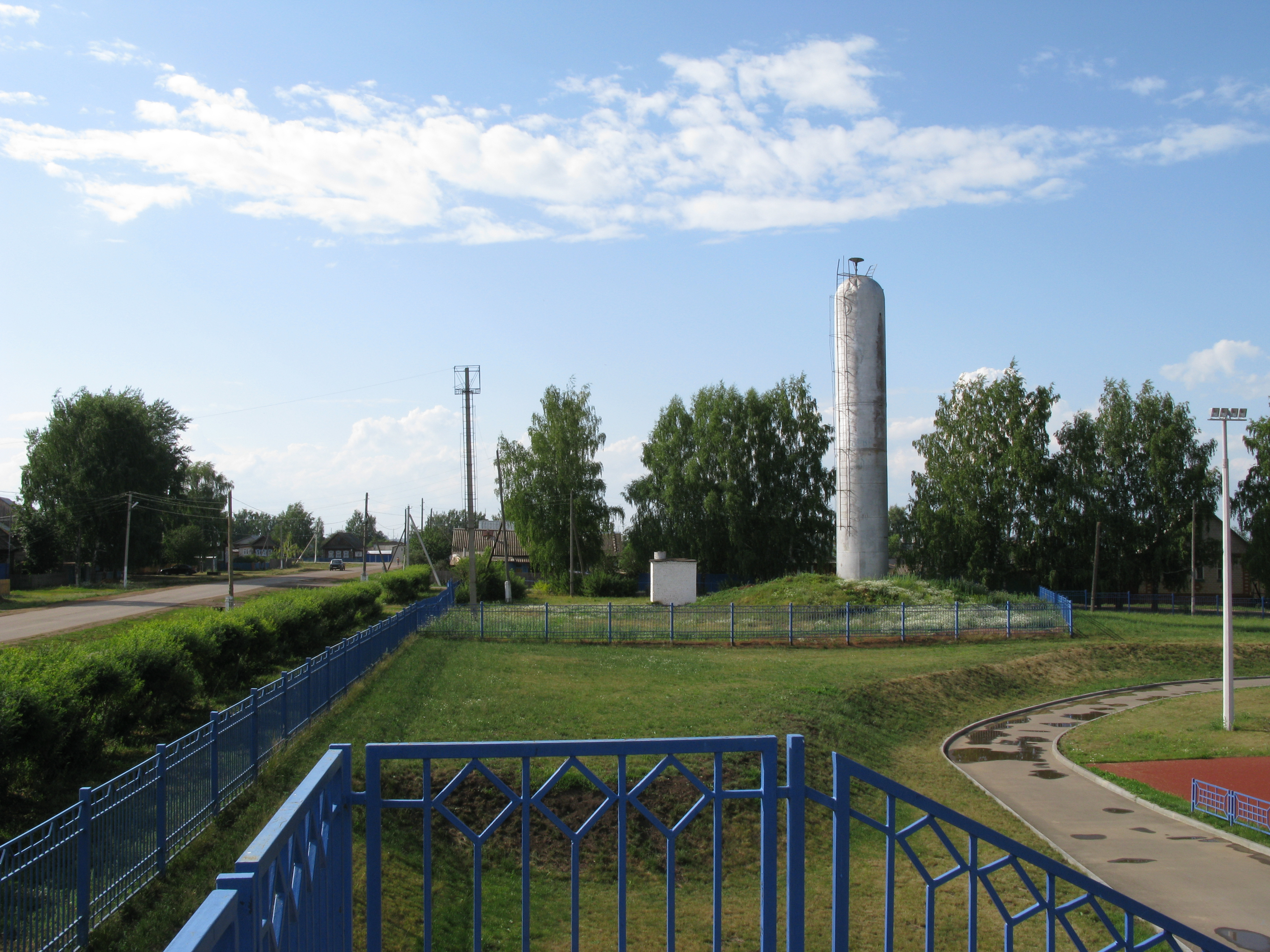
Водонапірна башта